# Lisa Stelly
Lisa Marie Stelly (Los Ángeles, California, 4 de marzo de 1987) es una actriz y modelo estadounidense, más conocida por hacer el papel de "Gloria" en el álbum 21st Century Breakdown de la banda Green Day.

## Filmografía
| Año  | Título                 | Personaje                                     | Notas                                       |
| ---- | ---------------------- | --------------------------------------------- | ------------------------------------------- |
| 2009 | Passed Over            | Kia Silverman                                 | Protagónico                                 |
| 2009 | 21st Century Breakdown | Gloria                                        | Personaje ficticio                          |
| 2008 | CSI: Miami             | Cassadee Mila Jones, Capítulo, "In The Trill" | Tres Capítulos Anexo:Episodios de CSI Miami |

- Datos: Q5976939